# Offanengo
Offanengo is een gemeente in de Italiaanse provincie Cremona (regio Lombardije) en telt 6009. De oppervlakte bedraagt 12,5 km², de bevolkingsdichtheid is 459 inwoners per km².

## Demografie
Offanengo telt ongeveer 2227 huishoudens. Het aantal inwoners steeg in de periode 1991-2001 met 6,8% volgens cijfers uit de tienjaarlijkse volkstellingen van ISTAT.
| Jaar | Inwoneraantal |
| ---- | ------------- |
| 1991 | 5158          |
| 2001 | 5511          |

## Geografie
De gemeente ligt op ongeveer 80 m boven zeeniveau.
Offanengo grenst aan de volgende gemeenten: Casaletto di Sopra, Crema, Izano, Ricengo, Romanengo, Bottaiano.

## Geboren in Offanengo
- Broeder Cesare Bonizzi (ook bekend als 'Broeder Metal') (1946-2024), Franciscaner monnik en heavy metalzanger